# 조덕회
조덕회(1992년 7월 28일 ~ )는 대한민국의 배우이다.

## 학력
- 서울예술대학교 연기과

## 출연 작품

### 드라마
- 2019년 넷플릭스 《좋아하면 울리는》 ... 친구 역
- 2019년 tvN 《로맨스는 별책부록》 ...이나영 사수 역
- 2019년 MBC 수목드라마 《어쩌다 발견한 하루》 ...반장 역
- 2020년 SBS 금토드라마 《하이에나》... 미노 역
- 2020년 채널A 금토드라마 《유별나! 문셰프》...민수 역
- 2020년 KBS2 월화드라마 《본 어게인》... 천석태 역
- 2020 SBS 월화드라마 《브람스를 좋아하세요?》
- 2020~2021 KBS2 월화드라마 《암행어사 : 조선비밀수사단》 정문호 역
- 2022 SBS 월화드라마 《우리는 오늘부터》 성당 청년 회장 역
- 2022년 MBC 금토드라마 《금수저》 ...박재돈 역

### 영화
- 2016년 《오발탄》... 경준 역
- 2017년 《찌질이들》... 승훈 역